# Coleophora mongetella
Coleophora mongetella é uma espécie de mariposa do gênero Coleophora pertencente à família Coleophoridae.